# Sifahandro
Sifahandro is een bestuurslaag in het regentschap Nias Utara van de provincie Noord-Sumatra, Indonesië. Sifahandro telt 1103 inwoners (volkstelling 2010).